# Хёбекк
Хёбекк (нем. Höhbeck) — коммуна в Германии, в земле Нижняя Саксония.
Входит в состав района Люхов-Данненберг. Подчиняется управлению Гартов. Население составляет 687 человек (на 31 декабря 2010 года). Занимает площадь 19,4 км².
Коммуна подразделяется на 4 сельских округа.

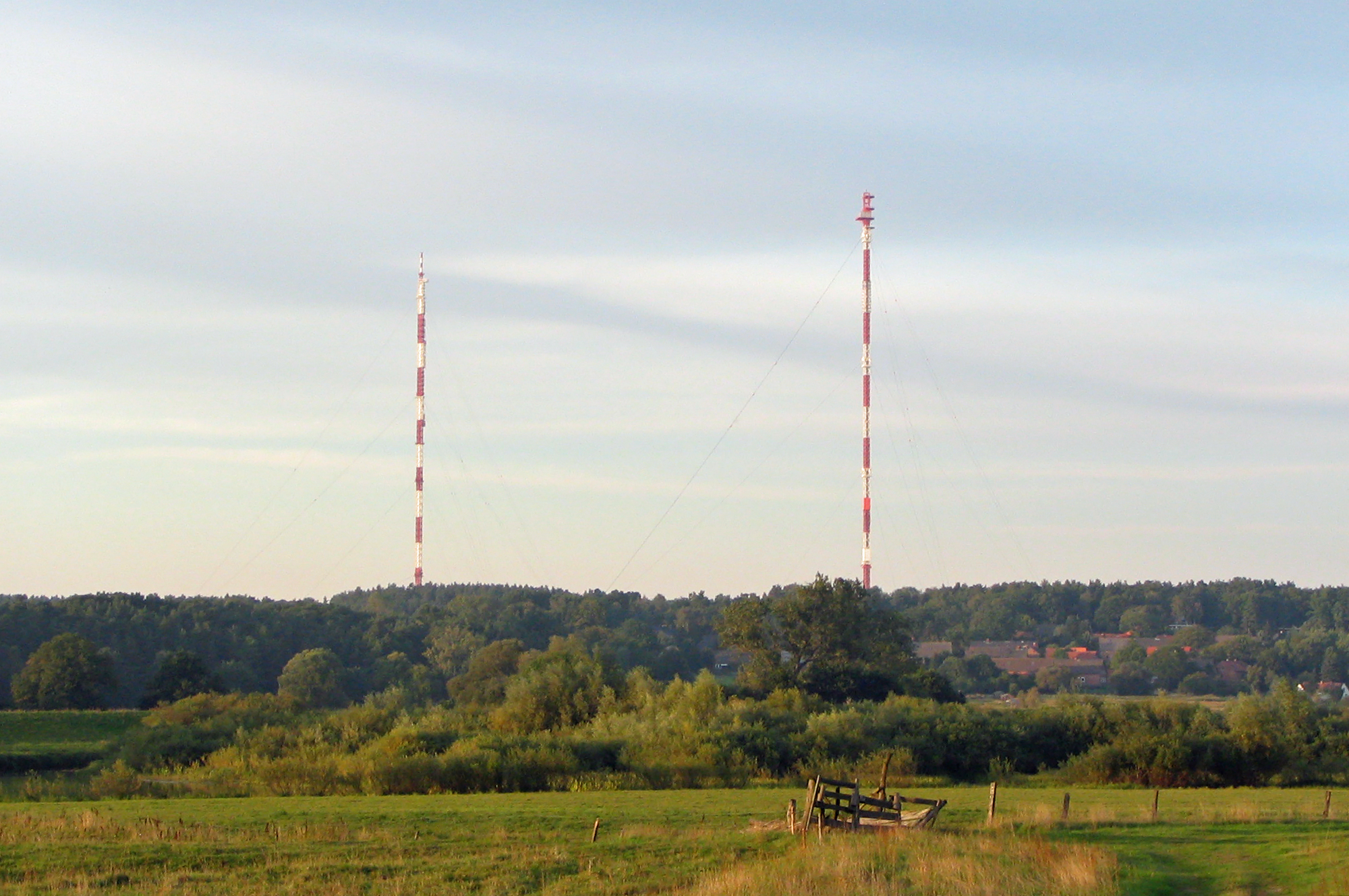
Хёбекк